# راؤول كاباييرو
راؤول كاباليرو كابريرا (بالإسبانية: Raúl Caballero) (مواليد 2 ديسمبر 1978 في بادالونا) هو لاعب كرة قدم إسباني محترف، يلعب لنادي بوريول في مركز المهاجم.

## وصلات خارجية
- profile
- Futbolme profile (بالإسبانية)